# Комање Брдо
Комање Брдо је насељено мјесто у Босни и Херцеговини, на међуентитетском разграничењу. Према попису становништва из 1991. у насељу је живјело 43 становника.

## Географија
Налази се код Стоца у Херцеговини.

## Становништво
Према попису становништва 1991. године, у Комањем Брду је живело 43 становника.
| Националност       | 1991.       |
| Срби               | 5 (11.63%)  |
| Муслимани          | 12 (27.91%) |
| Хрвати             | 22 (51.16%) |
| Југословени        |             |
| остали и непознато | 4 (9.30%)   |
| Укупно             | 43          |

| Демографија | Демографија | Демографија |
| Година      | Становника  | Становника  |
| ----------- | ----------- | ----------- |
| 1961.       | 105         |             |
| 1971.       | 87          |             |
| 1981.       | 77          |             |
| 1991.       | 43          |             |